# Emil Welti
Emil Welti (Bad Zurzach, 23 de Abril de 1825 - Berna, 24 de fevereiro de 1899) foi um político da Suíça.
Ele foi eleito para o Conselho Federal suíço em 8 de Dezembro de 1866 e terminou o mandato a 31 de Dezembro de 1891.
Emil Welti foi Presidente da Confederação suíça em 1869, 1872, 1876, 1880, 1884 e 1891.

## Juventude
Welti era o mais velho de nove filhos. Ele nasceu em uma família política distinta. Seu pai, Jakob Welti, era conselheiro paroquial e presidente da Suprema Corte de Zurzach. Seu avô Abraham Welti pertencia à Assembleia Nacional da República Helvética. Depois de frequentar a comunidade e a escola secundária em Zurzach, Welti frequentou a Kantonsschule Aarau de 1840 a 1844, onde alcançou o primeiro lugar de sua classe e pertenceu à fraternidade KTV. De 1844 a 1847, ele estudou direito com seu amigo de escola Samuel Wildi na Universidade Friedrich Schiller em Jena e na Universidade Friedrich Wilhelm em Berlim. Ele foi ensinado por Adolf Rudorff, Georg Friedrich Puchta e Friedrich Schelling.
A pedido de seu pai, Welti renunciou à carreira acadêmica e, em vez disso, seguiu o direito. Em 1847, ele participou do Sonderbundskrieg como atuário da comissão de inquérito contra o conselho de guerra dos Sonderbundes. De 1852 a 1856, ele foi presidente do tribunal distrital de Zurzach.

## Carreira

### Política cantonal e federal
Em 1856, Welti foi eleito para o Grande Conselho do Cantão de Aargau e para o conselho governamental. Durante seu primeiro mandato, ele foi chefe do Departamento de Justiça. Ele introduziu um novo Código Penal, Código de Processo Penal e a construção da prisão de Lenzburg. De 1862 a 1866, ele dirigiu o Departamento de Educação e criou uma nova lei escolar. Suas exigências de casamento civil e igualdade legal total para os judeus não foram inicialmente aceitas. Nos anos de 1858, 1862 e 1866, ele era Landammann.
Em 1857, o Grande Conselho elegeu Welti para o Conselho dos Estados e o confirmou anualmente até 1866. Ele imediatamente assumiu um papel de liderança e comentou sobre questões como o acordo comercial com a França e uma linha ferroviária através dos Alpes. Nos anos de 1860 e 1866, foi Presidente do Conselho. Em 1860, o Conselho Federal o enviou a Genebra como Comissário Federal para mediar durante as negociações comerciais de Savoy. Genebra deu a ele cidadania honorária. Em 1864, ele interveio novamente em Genebra, quando os problemas se seguiram aos motins para as eleições no Conselho de Estado. Em 1866, recebeu o doutorado honorário da Universidade de Zurique e, em 1867, a cidadania honorária da cidade de Aarau.

### Conselho Federal

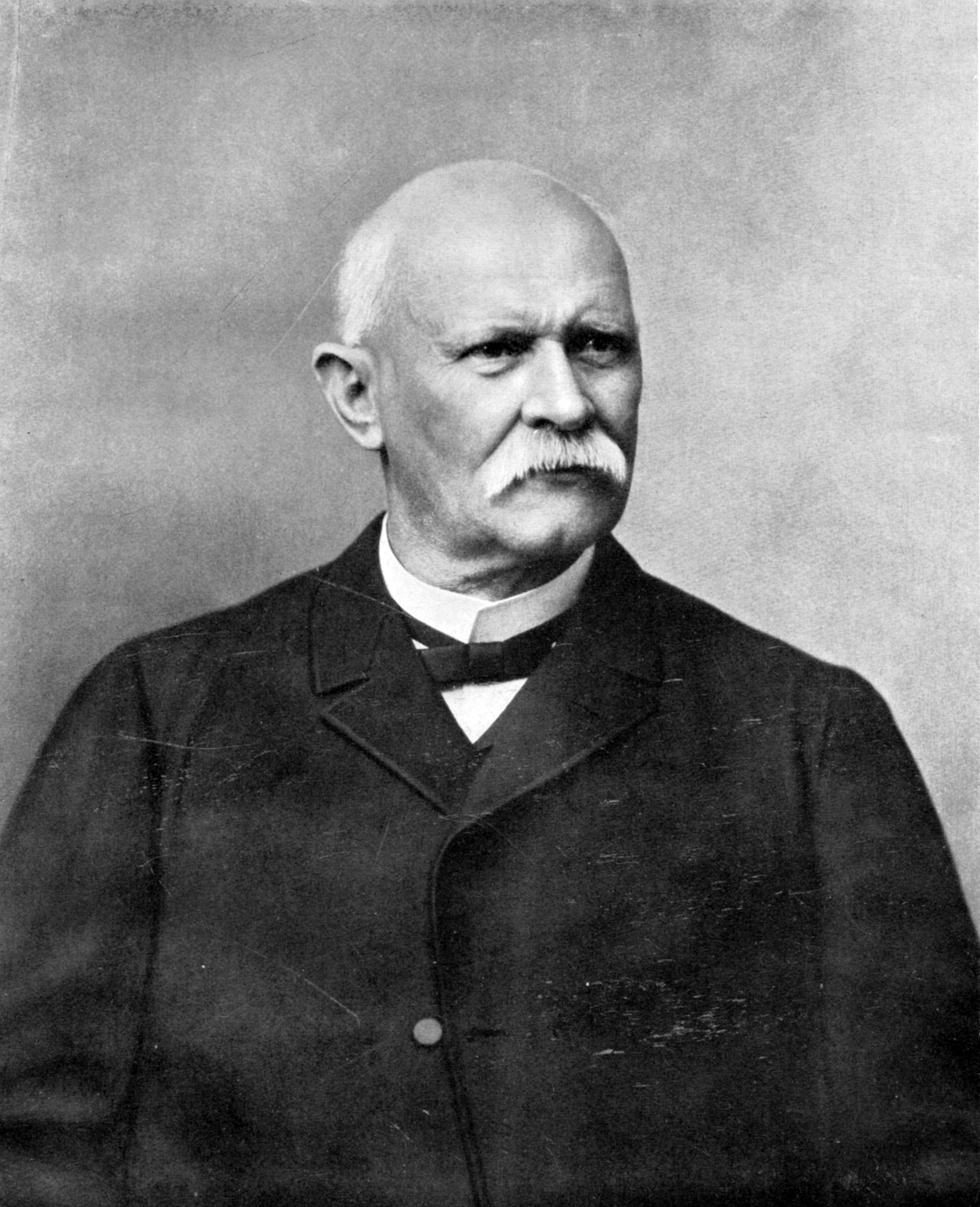
Emil Welti por volta de 1870

Nas eleições para o Conselho Federal em 1863, Welti perdeu para o titular Friedrich Frey-Herosé. Depois que este se aposentou no final de 1866, Welti tornou-se um candidato promissor. Ele recebeu apoio da ala esquerda como partidário de um estado centralizado. Representantes da indústria em torno do "rei da ferrovia" Alfred Escher o apoiaram como um defensor convicto da ferrovia de Gotthard. Na eleição do quinto membro do governo em 8 de dezembro de 1866, Welti recebeu no primeiro escrutínio 103 dos 159 votos válidos, tomando posse em 1 de janeiro de 1867.
Desde o início, Welti foi uma das figuras mais influentes do Executivo estadual. Durante seu mandato de 24 anos, ele representou quatro departamentos diferentes: Departamento Militar (1867-68, 1870-71, 1873-75), Departamento Político (1869, 1872, 1876, 1880, 1884), Departamento de Correios e Ferroviários (1877-79, 1882-1883, 1885-91) e Departamento de Justiça e Polícia (1881). Nos anos de 1869, 1872, 1876, 1880, 1884 e 1891 foi Presidente Federal. Por causa de sua aparência e atitude amigável com os alemães, ele às vezes era chamado de "Bismarck suíço".
Como secretário de Defesa, Welti defendeu a fusão dos exércitos cantonais individuais em um exército nacional. A necessidade tornou-se especialmente evidente após a Guerra Franco-Prussiana de 1871, quando a fraqueza do exército foi revelada e os conflitos de competência com o General Hans Herzog. No debate sobre a revisão da Constituição Federal, Welti representou uma posição centralista. No entanto, o projeto constitucional de 1872, que foi decisivamente influenciado por ele, fracassou por pouco no referendo, ganhando 50,5% sem votos. Ele teve que aceitar compromissos federalistas, mas foi capaz de fazer cumprir sua preocupação mais importante, a unificação da lei, na constituição final de 1874. Ele se manteve amplamente fora do Kulturkampf e assumiu um papel de mediador.
A política ferroviária foi outro foco. Quando questionado se a planejada ferrovia alpina deveria passar pelo Gotthard ou Splügen, ele não pôde intervir diretamente como representante do governo federal, já que a ferrovia era assunto de cantões e empresas privadas. Nas negociações, entretanto, ele conseguiu convencer a Itália e o Reich alemão a apoiar o projeto de Gotardo e a subsidiá-lo. Ele garantiu ao governo federal o direito de fiscalização e co-determinação, já que não queria deixar esse projeto de importância nacional apenas para a iniciativa privada. Em 1878, quando a empresa ameaçou falir devido ao aumento dos custos, foi capaz de fornecer subsídios adicionais ao parlamento, apesar da oposição feroz.
Pela primeira vez em 1862, a recompra de ferrovias privadas pelo governo federal tornou-se objeto de debate, mas sucumbiu à resistência dos círculos em torno de Alfred Escher. A situação mudou com a crise ferroviária no final da década de 1870. Em 1883, a Confederação poderia finalmente ter reivindicado seu direito de recompra, mas por causa da sobrevalorização de seus ativos, o preço teria sido muito alto. Welti colocou a gestão financeira das empresas ferroviárias sob supervisão federal. Depois que as negociações com o Nordostbahn fracassaram, o governo federal foi capaz de assumir em 1890 uma grande parte do Jura-Simplon-Bahn.

### Renúncia
Em 1891, Welti conseguiu concluir um acordo de recompra com a Centralbahn, que foi aprovado pelo Parlamento. Realizou-se um referendo e, em 6 de dezembro de 1891, o acordo de recompra foi rejeitado por uma maioria de dois terços. No mesmo dia, Welti anunciou sua aposentadoria para o final do ano. O Parlamento tentou dissuadi-lo, mas aceitou sua renúncia em 17 de dezembro. Em 1898, seu sucessor Josef Zemp nacionalizou as ferrovias privadas mais importantes. Outro motivo para a renúncia de Welti pode ter sido a tragédia familiar envolvendo a nora Lydia Welti-Escher, que se suicidou em 12 de dezembro depois de ser trancada em um hospício romano no ano anterior.
Na política, Welti não aceitou mais tarefas. Por conta do Conselho Federal, porém, atuou na área comercial e ferroviária. Dedicou-se aos estudos científicos e ocasionalmente lecionou no Ginásio Municipal de Berna. Na idade de 73, ele morreu de concussão e pneumonia.
Durante seu mandato, ele ocupou os seguintes departamentos:
- Departamento Militar (1867-1868)
- Departamento Político como Presidente da Confederação (1869)
- Departamento Militar (1870-1871)
- Departamento Político como Presidente da Confederação (1872)
- Departamento Militar (1873-1875)
- Departamento Político como Presidente da Confederação (1876)
- Departamento de Correios e Telégrafo (1877-1878)
- Departamento de Correios e Ferrovias (1879)
- Departamento Político como Presidente da Confederação (1880)
- Departamento de Justiça e Polícia (1881)
- Departamento de Correios e Ferrovias (1882-1883)
- Departamento Político como Presidente da Confederação (1884)
- Departamento de Correios e Ferrovias (1885-1891)

Foi presidente da Confederação seis vezes, em 1869, 1872, 1876, 1880, 1884 e 1891.

## Vida pessoal
Em 1853, ele se casou com Carolina Gross. O casal teve dois filhos, Louise Mathilde e Friedrich Emil Welti, o último dos quais se casou com a filha de Alfred Escher, Lydia Escher.

## Literatura
- Helge Dvorak: Biographical Dictionary of the German fraternity. Volume I: Politicians. Subchapter 6: T-Z. Winter, Heidelberg 2005, ISBN 3-8253-5063-0, p 256-258.
- Adolf Frei: Federal Councilor Emil Welti 1825-1899. In: Biographical Dictionary of Aargau 1803-1957. Edited by the Historical Society of the Canton of Aargau. Sauerland, Aarau 1958 (at the same time Argovia 68/69), P. 269-284.
- Jakob Hunziker: Emil Welti in Aargau. In: Argovia 28 (1900), pp. 1–79.
- Peter Kaupp: Welti, Emil. In: From Aldenhoven to Zittler. Members of the fraternity Arminia on the Burgkeller-Jena who have emerged in the last 100 years in public life. Dieburg 2000.
- Wilhelm Oechsli: Welti, Emil. In: General German Biography (ADB). Volume 55, Duncker & Humblot, Leipzig 1910, pp. 376–384.
- Heinrich Staehelin:. In: Urs Altermatt (ed.):. 2nd Edition. Artemis Verlag, Zurich / Munich 1991, ISBN 3-7608-0702-X, S. 178-183.
- Heinrich Staehelin: Welti, Emil. In: Historical Dictionary of Switzerland